# Aquíncum
Aquíncum (grec antic: Ἀκούιγκον, llatí: Acincuo, Aquincum) va ser una antiga fortalesa i colònia romana.
Es trobava a la vora nord-est de la província romana de Pannònia. Les ruïnes de la ciutat es poden veure avui en dia als afores de Budapest, capital d'Hongria. Es creu que Marc Aureli hi podria haver escrit almenys part de les seves Meditacions.

## Història
Aquest assentament va ser originalment un poblat celta que posteriorment va servir com a destacament militar en el sistema romà de protecció fronterera, més conegut com a limes. Entre els anys 41 i 54, Un regiment de cavalleria de 500 homes va estar destacat en aquest fort. L'any 89, a aquest regiment s'hi va afegir una legió de 6.000 homes, pertanyents a la Legio II Adiutrix. Al voltant del fort, gradualment va anar creixent una ciutat, que després de la reorganització del territori realitzada l'any 106, es va convertir en la capital de Pannònia Inferior. Va ser el centre de les operacions romanes contra els iazigs, que ocupaven territoris veïns. A l'altra banda del Danubi, i ja en territori dels iazigs, s'hi alçava un fort romà anomenat Contra-Aquíncum, connectat a la ciutat per un pont. A la fi del segle ii, aquesta ciutat tenia gairebé 40.000 habitants, ocupant l'actual districte d'Óbuda, dins de l'actual Budapest.
Aquesta ciutat disposava de totes les comoditats i avenços propis de l'Imperi Romà, i els seus habitants tenien calefacció, banys, palaus públics i un amfiteatre per a esdeveniments locals. L'any 376 va caure en mans dels vàndals. En parlen Claudi Ptolemeu i Ammià Marcel·lí i se la descriu a l'Itinerari d'Antoní i a la Taula de Peutinger.

## Galeria

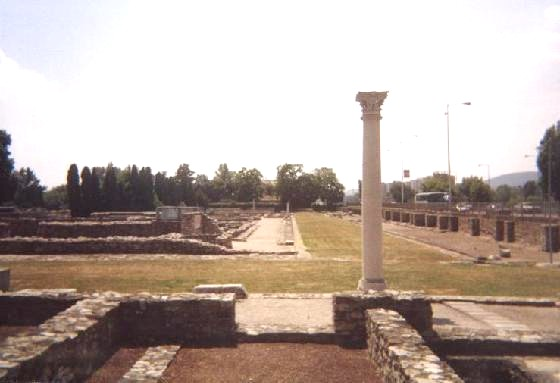
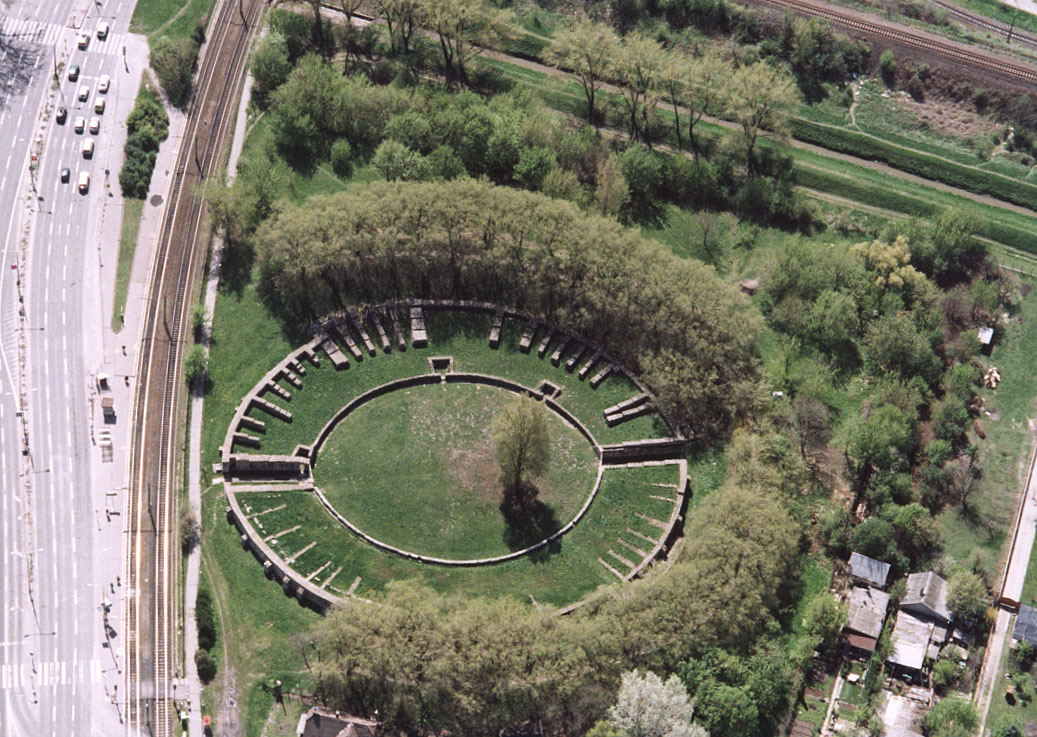
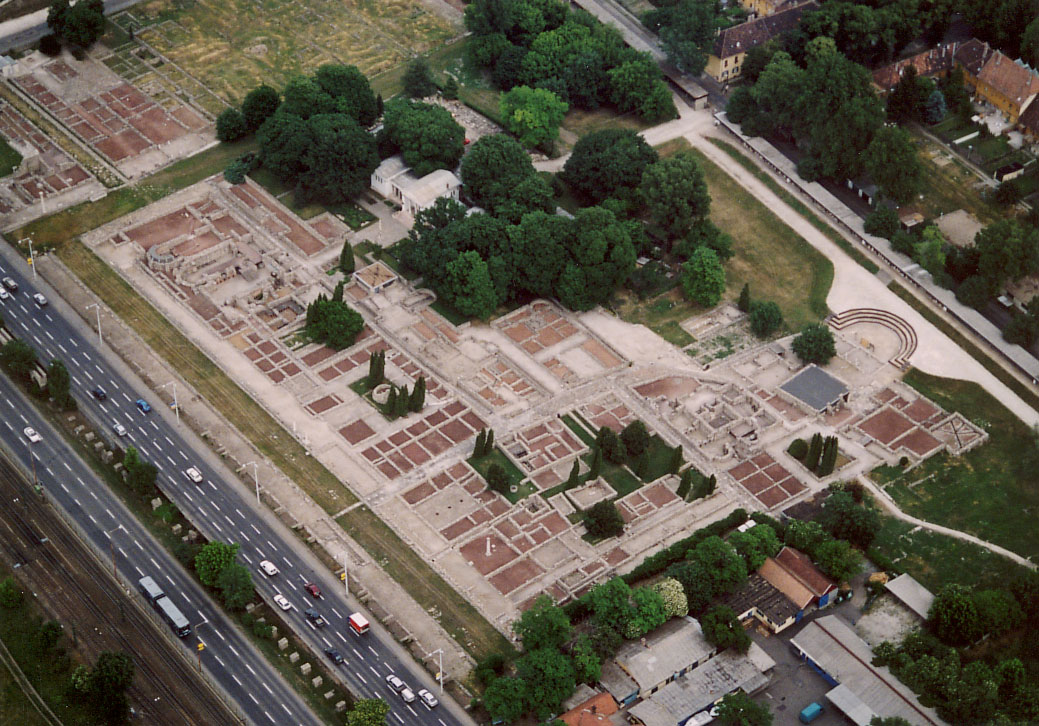
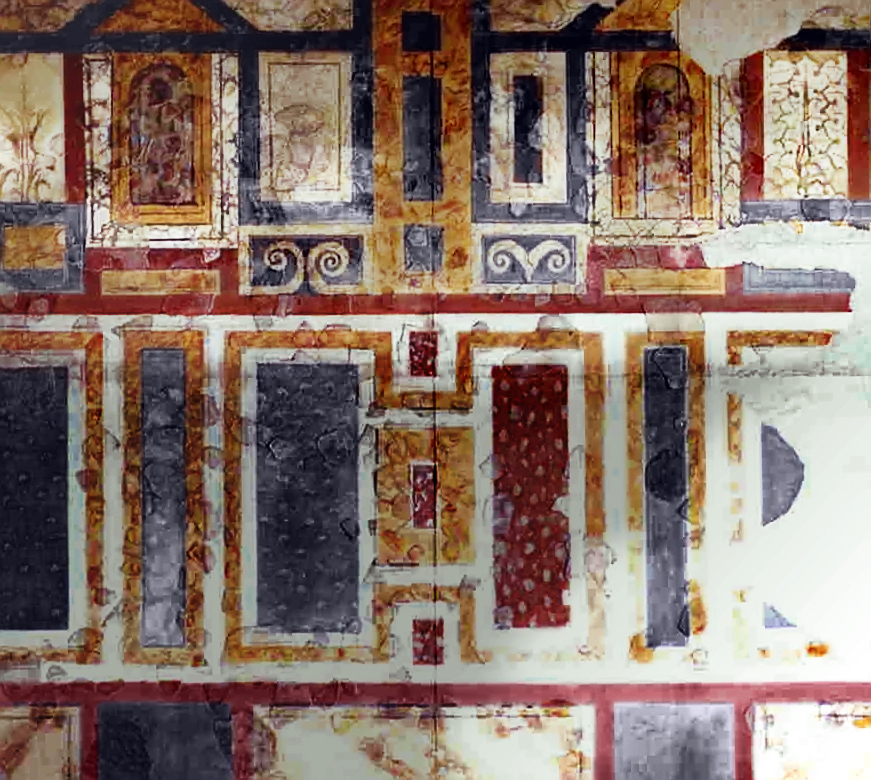